# Two Moon Junction
Two Moon Junction is een Amerikaans erotisch-romantisch melodrama uit 1988 geregisseerd door Zalman King.

## Verhaal
April Delongpre, de dochter van een machtig senator uit Alabama, is min of meer uitgehuwelijkt aan Chad Douglas Fairchild. Als een circus zijn intrek neemt in de stad, ontmoet ze Perry,  een arbeider met wie ze na verloop van tijd gemeenschap heeft. Wanneer haar grootmoeder Belle Delongpre over de "romance" verneemt, schakelt ze sheriff Earl Hawkins in om een oogje in het zeil te houden.
April zoekt Perry terug op en is misnoegd dat hij flirt met andere vrouwen, ook met de lesbische Patti Jean die wel iets in April ziet. April en Perry maken een motortocht en hebben opnieuw gemeenschap in een motel. Tijdens een etentje zegt ze dat haar familie een landgoed heeft aan het meer "Two Moon Junction" waar ze als kind verbleef. Ze wil dat hun wegen splitsen daar ze moet terugkeren naar haar bevoorrechte leven. Even later pakt Hawkins Perry op en voert hem naar de staatsgrens met het advies om nooit meer terug te keren.
Op de vooravond van het huwelijk ontmoet April Perry opnieuw aan "Two Moon Junction": hij werkt nu voor het bedrijf dat de bruiloft organiseert. Earl tracht Perry te vermoorden, wat niet lukt. Belle vertelt haar kleindochter dat Perry is vertrokken na het aannemen van smeergeld. Ondanks April dit niet gelooft, trouwt ze met Chad.
Enkele weken later is Perry, nu een barman in een nachtclub in een andere stad, verbaasd dat April in zijn motelkamer een douche neemt. Hij vergezelt haar en ze hebben terug gemeenschap.

## Cast
| Acteur                | Personage              |
| --------------------- | ---------------------- |
| Sherilyn Fenn         | April DeLongpre        |
| Richard Tyson         | Perry Tyson            |
| Louise Fletcher       | Belle DeLongpre        |
| Burl Ives             | Sheriff Earl Hawkins   |
| Kristy McNichol       | Patti Jean             |
| Martin Hewitt         | Chad Douglas Fairchild |
| Juanita Moore         | Delilah                |
| Don Galloway          | senator DeLongpre      |
| Millie Perkins        | mevrouw DeLongpre      |
| Milla Jovovich        | Samantha DeLongpre     |
| Kerry Remsen          | Carolee                |
| Hervé Villechaize     | Smiley                 |
| Dabbs Greer           | Kyle                   |
| Screamin' Jay Hawkins |                        |

## Prijs
| Westrijd                     | Categorie                | Ontvanger(s)    | Resultaat | Ref.  |
| ---------------------------- | ------------------------ | --------------- | --------- | ----- |
| Golden Raspberry Awards 1988 | Worst Supporting Actress | Kristy McNichol | Gewonnen  | [ 3 ] |